# Evangelische Kirche Sulzbach (Hunsrück)

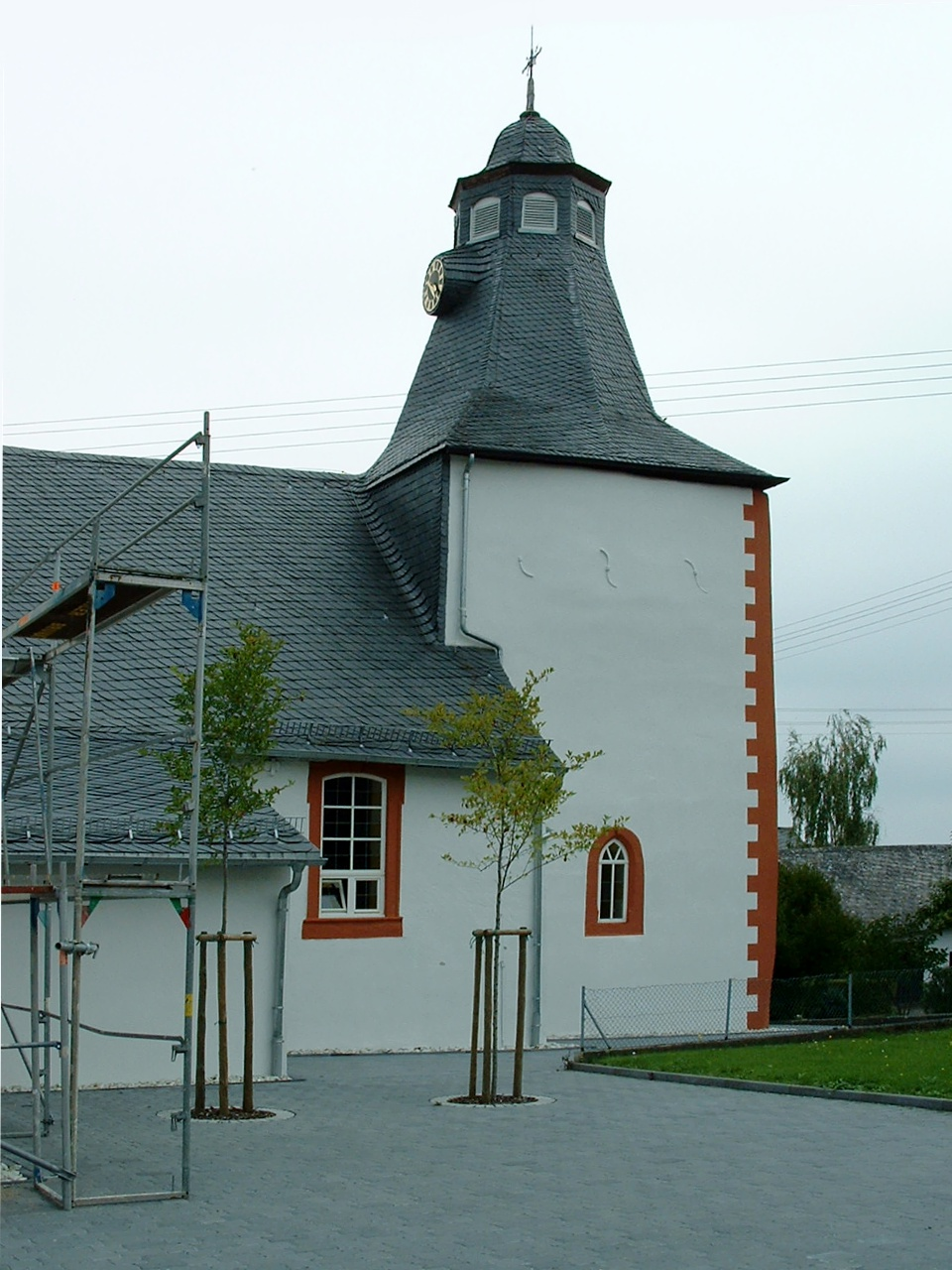
Kirche von außen

Die Evangelische Kirche Sulzbach  im Hunsrück ist eine Kirche in Sulzbach im Landkreis Birkenfeld in Rheinland-Pfalz. Sie gehört zur Evangelischen Kirchengemeinde Rhaunen-Hausen-Sulzbach im Kirchenkreis Trier der Evangelischen Kirche im Rheinland. Der Saalbau aus dem 18. Jahrhundert mit Chorturm aus dem 14. und 15. Jahrhundert ist mit Emporen, Kanzel und Orgel aus der Erbauungszeit ausgestattet.

## Geschichte

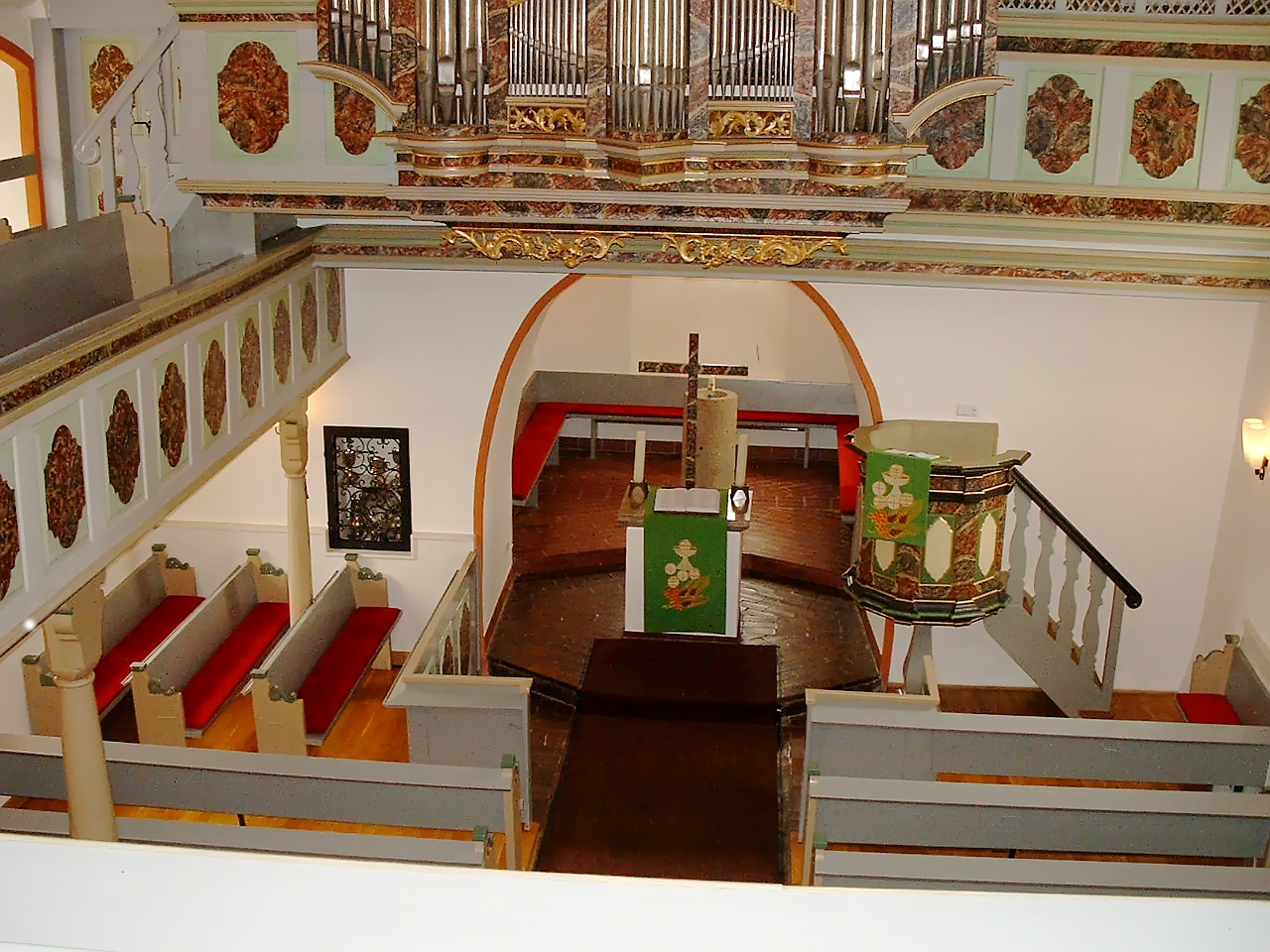
Altar

Sulzbach gehörte ursprünglich mit Stipshausen/Schmerlebach und dem Hof Bollenbach zur Vogtei Rhaunen. Seit dem 14. Jahrhundert waren die Herrn der Schmidtburg Patronatsherrn der Kirche. Die Reformation wurde 1560 eingeführt.
1744 erneuerten die Sulzbacher das mittelalterliche Kirchenschiff. Damals erhielten sie regelmäßige Gottesdienste an Sonn- und Feiertagen, die der Pfarrer aus dem benachbarten Wickenrodt hielt. Als Wickenrodt nach dem Wiener Kongress zum oldenburgischen Fürstentum Birkenfeld gelangte, wurde Sulzbach abgetrennt und 1819 mit dem preußischen Rhaunen pfarramtlich verbunden. Sulzbach gehörte zunächst zur Kreissynode Trarbach, die 1825 in die Synoden Trarbach und Trier geteilt wurde.

## Architektur und Ausstattung

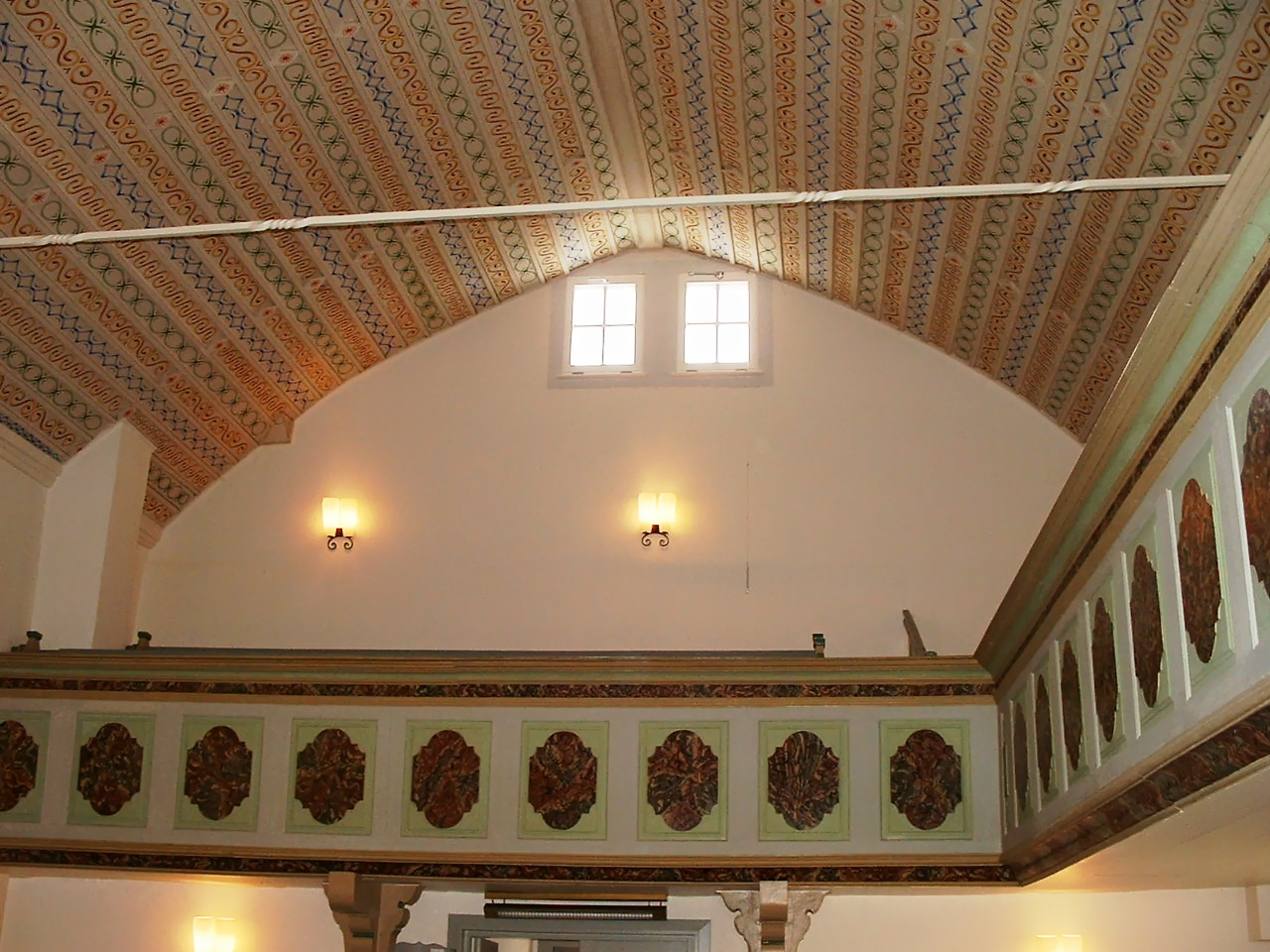
Westempore und ornamental bemalte Kirchendecke

Das 1744 erbaute Kirchenschiff der Saalkirche ist geostet, 15,40 m lang, 7,10 m breit und 4,55 m hoch. Im inneren ist die kielbogig geformte Holztonne aus dem 18. Jahrhundert im mit Ornamenten bemalt.
Die schalldeckellose Kanzel mit Rückwand und geschweiften Füllungen auf der Brüstung ist aus der 2. Hälfte des 18. Jahrhunderts. Die hölzerne West-, Nord- und Ost-Empore sind im Stil der Kanzel gestaltet. Das Kirchengestühl ist ebenfalls aus der Erbauungszeit des Langhauses.

## Orgel

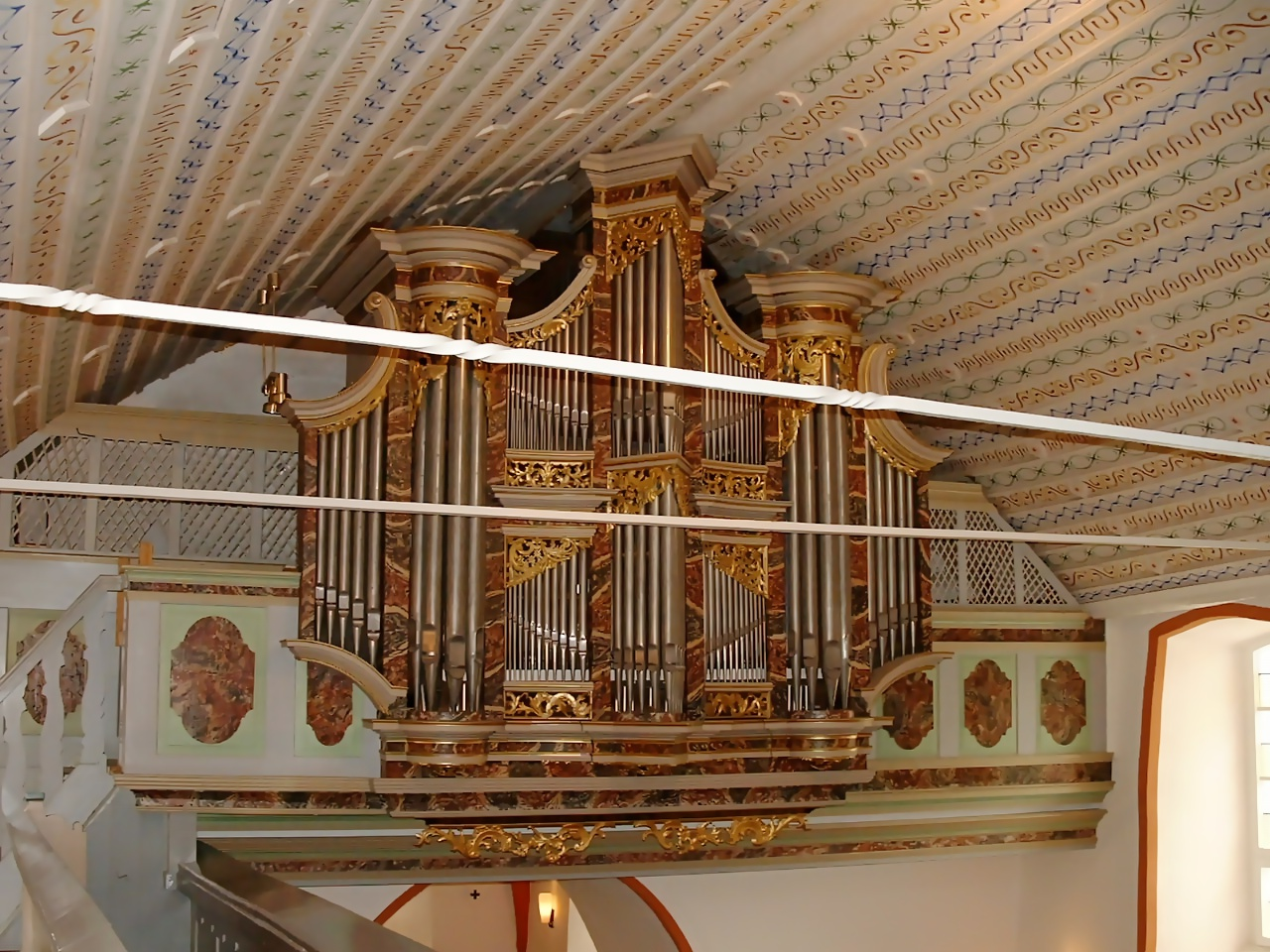
Prospekt der Stumm-Orgel von 1746

Die Stumm-Orgel von 1746 auf der Ostempore über dem Altar besitzt ein barockes mit geschnitzten Flügeln und naturalistischen Ranken verziertes Gehäuse und eine mechanische Traktur. Es ist das letzte von Johann Michael Stumm, dem Begründer der Orgelbauer-Dynastie, geschaffene Werk und war 1746 ein Geschenk an sein Heimatdorf. Die Orgel verfügt über 23 Register, die auf zwei Manuale und Pedal verteilt sind. Die originalen Metallpfeifen der Orgel, die gegen Ende des 18. Jahrhunderts ein Opfer von Requisationsmaßnahmen französischer Revolutionstruppen geworden waren, wurden um 1820 generell erneuert. 1820 erfolgte die Wiederherstellung durch Stumm, Im frühen 20. Jahrhundert erfolgte eine Erweiterung durch Oberlinger. Die letzte Restaurierung erfolgte 1980–1982 ähnlich der Orgel zu Rhaunen, durch die Firma Johannes Klais Orgelbau, Bonn und hatte das Ziel einer weitgehenden Wiederherstellung des Originalzustands von 1746.
| I Hauptwerk C–c3 |    |
| Principal        | 8′ |
| Hohlpfeiff       | 8′ |
| Viola di Gamba   | 8′ |
| Quintatön        | 8′ |
| Octav            | 4′ |
| Flöth            | 4′ |
| Quint            | 3′ |
| Octav            | 2′ |
| Mixtur III       |    |
| Trompet B/D      | 8′ |
| Clarin           | 4′ |

| II Positiv C–c3 |    |
| Hohlpfeiff      | 8′ |
| Flaut travers   | 8′ |
| Principal       | 4′ |
| Flöth           | 4′ |
| Quint           | 3′ |
| Octav           | 2′ |
| Salicional      | 2′ |
| Crumhorn        | 8′ |
| Vox Humana      | 8′ |
| Tremulant       |    |

| Pedal C–d1   |     |
| Subbaß       | 16′ |
| Principalbaß | 8′  |
| Quint        | 6′  |

- Koppeln: II/I, I/P

## Turm

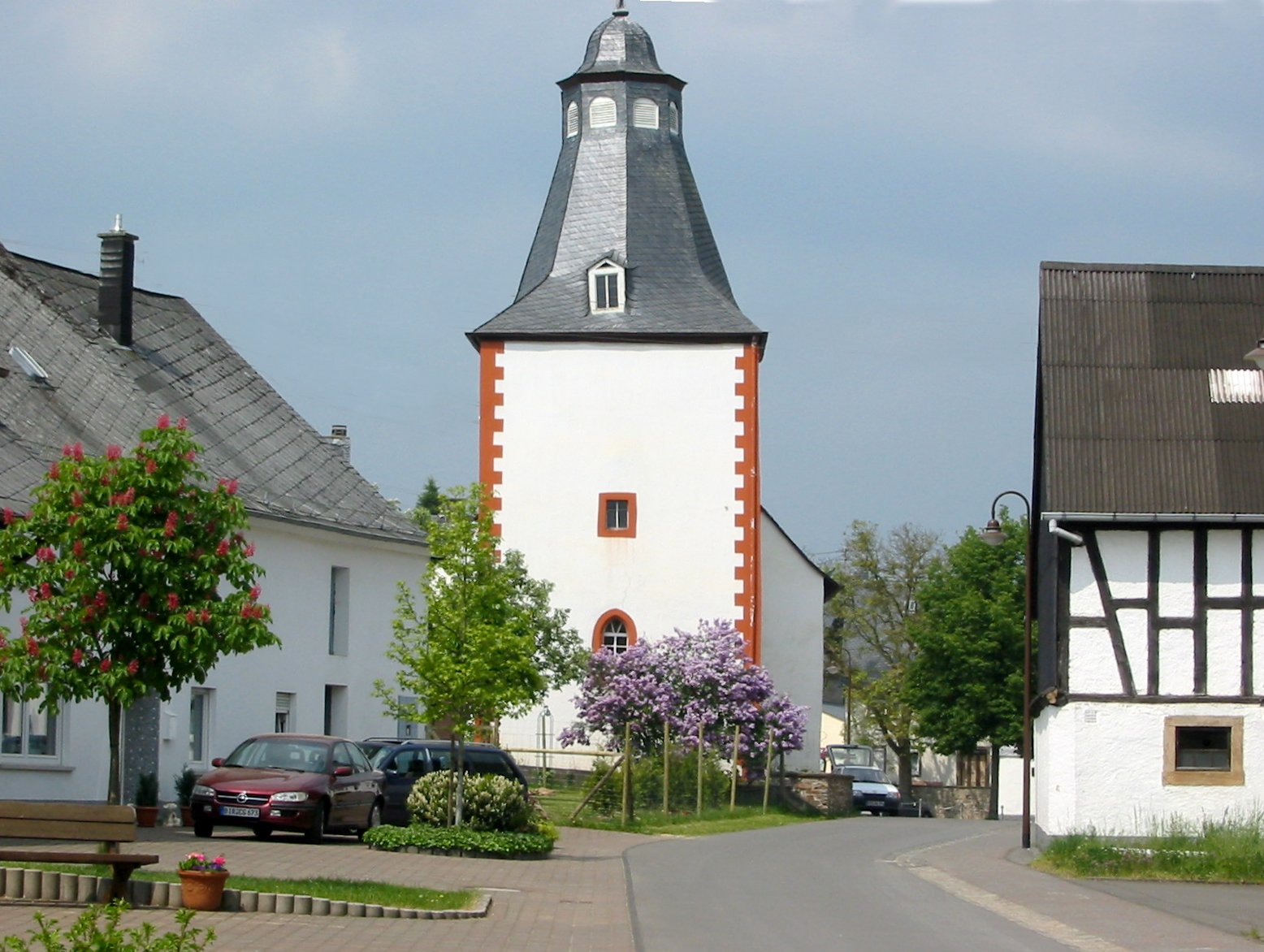
Turm der ehemaligen Wehrkirche

Ältestes Bauteil ist der Chorturm der ehemaligen Wehrkirche. Das Erdgeschoss stammt aufgrund einer dendrochronologischen Datierung aus dem Jahr 1367, das Obergeschoss aus dem Jahr 1473. Der Turm wird von einem über Eck gestellten achteckigen Helm bekrönt.

## Glocken
Im Turm hängen zwei Stahlglocken des Bochumer Vereins aus dem Jahr 1924.

## Nutzung
Die Kirchengemeinde Sulzbach ist eine selbständige Kirchengemeinde und seit 2011 mit den Kirchengemeinden Rhaunen-Hausen und Hottenbach–Stipshausen pfarramtlich verbunden. Im Pfarrverbund sind sieben Kirchen und neun Predigtstellen vorhanden. In der Kirche finden regelmäßig Konzerte statt, welche vom Stummorgelverein Rhaunen-Sulzbach veranstaltet werden.